# A+ (rapper)
A+ (artiestennaam van Andre Levins) (Hempstead, 29 augustus 1982) is een Amerikaans hip-hopper.

## Levensloop en carrière
Levins begon aan zijn muziekcarrière nadat hij een talentenjacht had gewonnen in 1995. Op zijn eerste album uit 1996 stonden bijdragen van bekende hip-hoppers zoals Mobb Deep en Q-Tip. In 1999 bracht hij de single Enjoy Yourself uit. De melodie is gebaseerd op de Vijfde Symfonie van Beethoven.

## Discografie
| Single met hitnotering(en) in de Vlaamse Ultratop 50 | Datum van verschijnen | Datum van binnenkomst | Hoogste positie | Aantal weken | Opmerkingen |
| ---------------------------------------------------- | --------------------- | --------------------- | --------------- | ------------ | ----------- |
| Enjoy Yourself                                       | 1999                  | 13-02-1999            | 13              | 13           |             |

| Single met eventuele hitnotering(en) in de Nederlandse Top 40 | Datum van verschijnen | Datum van binnenkomst | Hoogste positie | Aantal weken | Opmerkingen |
| ------------------------------------------------------------- | --------------------- | --------------------- | --------------- | ------------ | ----------- |
| Enjoy Yourself                                                | 1999                  | 16-01-1999            | 4               | 16           | Alarmschijf |
| She Don't Love You (A+ feat. Joe)                             | 1999                  | 15-05-1999            | 88              | 4            |             |

- Bibliothèque nationale de France: cb140233805 (data)
- Gemeinsame Normdatei: 13512297X
- International Standard Name Identifier: 0000 0000 4198 9709
- Library of Congress Control Number: no96060730
- MusicBrainz: 15bffe48-11d1-4926-b8ab-84f5350b56c4
- Virtual International Authority File: 68528599
- WorldCat: E39PBJmpfBjJkHFj6Jd8pfkYyd